# Хіно-Мару №2
Хіно-Мару № 2 (Hino Maru No. 2) — судно, переобладнане під час Другої світової війни в канонерський човен, яке взяло участь в операціях японських збройних сил на Алеутських островах та у Мікронезії.

## Передвоєнна історія
Вантажене судно Хіно-Мару № 2 спорудили в 1935 році на верфі Mitsubishi Jukogyo на замовлення компанії Nippon Shosen.
11 листопада 1941-го судно реквізували для потреб Імперського флоту Японії та призначили для переобладнання в канонерський човен. До 25 грудня Хіно-Мару № 2 пройшло на корабельні Mitsubishi Heavy Industries у Нагасакі відповідну модернізацію, під час якої його озброїли однією 80-мм гарматою, одним 13-мм та одним 7,7-мм кулеметами. Також встановили один бомбоскидач та облаштували місце для розміщення 24 глибинних бомб. Крім того, Хіно-Мару № 2 отримало чотири протичовнові сіті та могло встановлювати відповідні загородження.

## Початок служби
10 січня 1942-го Хіно-Мару № 2 прибув до Мако (важлива база японського ВМФ на Пескадорських островах у південній частині Тайванської протоки), де ніс патрульну службу майже до кінця березня. У цей період він також неодноразово відвідував розташовані неподалік порт Такао і Кірун (наразі Гаосюн і Цзілун на Тайвані).
21 березня 1942-го Хіно-Мару № 2 полишив Мако та через кілька діб прибув до Японії, де упродовж двох місяців патрулював біля східного узбережжя архіпелагу з опорою на порти Йокосука (Токійська затока) та Кусіро (острів Хоккайдо).

## Алеутська операція
Наприкінці весни 1942-го Хіно-Мару № 2 залучили для операцій на Алеутських островах, вторгнення на які організували за єдиним планом з атакою проти атола Мідвей. 23—31 травня корабель перейшов з Йокосуки на Парамушир (Курильські острови), звідки 5 червня вирушив до Алеутів. Протягом наступних кількох тижнів він відвідав острови Киска та Агатту, а 5 червня повернувся на Парамушир.
8 липня 1942-го Хіно-Мару № 2 знову рушив у похід до Киски, де ніс службу до середини серпня. Наприкінці липня разом з двома мінними загороджувачами він провів тут встановлення протичовнових сітей, а 5 серпня допоміг перемістити до місця постійної стоянки судно «Кано-Мару», яке за кілька діб до того було пошкоджене підводним човном, приведене на буксирі у гавань Киски та призначене для використання як плавучий причал. 15—20 серпня Хіно-Мару № 2 пройшло на Парамушир, а 28 серпня повернулось до Йокосуки.

## Служба у вересні 1942— вересні 1943
З вересня 1942-го Хіно-Мару № 2 продовжив свою службу біля східного узбережжя Японії з опорою на Йокосуку
30 квітня 1943-го від переобладнаного патрульного човна «Ебісу-Мару № 5» (Ebisu Maru No. 5) надійшло повідомлення про бій з ворожою субмариною, а потім — про отримання пошкоджень. Того ж дня Хіно-Мару № 2 почало пошуки «Ебісу-Мару № 5», які тривали до ночі на 2 травня, але завершились безрезультатно (зазначений патрульний човен був спершу пошкоджений артилерійським вогнем з USS Scorpion, а після того, як йому вдалось поцілити американську субмарину зі свого озброєння — знищений торпедою).
У травні 1943-го американський флот почав операцію зі звільнення Алеутських островів від японців (після тогорічної кампанії тут знаходились гарнізони на Кисці та Атту). Це викликало підсилення уваги японського командування до північної зони й Хіно-Мару № 2 знову спрямували сюди. 20 травня корабель прибув до Кусіро, прийняв вантаж та 24—29 травня здійснив перехід до Парамуширу. Майже два місяці Хіно-Мару № 2 ніс тут службу, допоки 20—26 липня не пройшов до Йокосуки.
Певний час корабель продовжував свою попередню патрульну службу біля узбережжя Японського архіпелагу, а 1 жовтня 1943-го був призначений для використання як допоміжний транспорт. До 12 листопада він пройшов певну модернізацію на корабельні Mitsubishi Heavy Industries у Йокогамі.

## Транспортні рейси
В наступні кілька місяців Хіно-Мару № 2 здійснило численні рейси та відвідало (деякі не по одному разу) порти Йокосука, Явата, Чінкай (наразі корейський Чінхе), Куре, Осака, Масан (корейський Чханвон), Шімоносекі, Цукумі, Кобе, Йокогама, Татеяма.
11 лютого 1944-го Хіно-Мару № 2 вирушило з Татеями, відвідало Тітідзіму та Іводзіму (острови Огасавара), Сайпан (Маріанські острови) та 21 березня прибуло на атол Трук у центральній частині Каролінських островів. Тут ще до війни створили потужну базу японського ВМФ, з якої до початку лютого 1944-го провадились операції у цілому ряді архіпелагів. Втім, на момент прибуття «Хіно-Мару № 2» Трук вже зазнав розгрому після потужного рейду авіаносного з'єднання та майже втратив своє значення. 24 березня 1944-го Хіно-Мару № 2 рушило до островів Мортлок (група атолів за дві з половиною сотні кілометрів на південний схід від Труку), де перебувало з 25 по 29 березня, а 30 березня повернулось на Трук та майже одразу попрямувало далі.
У квітні 1944-го Хіно-Мару № 2 побувало на островах Огасавара (ті самі Тітідзіма та Іводзіма), звідки вийшло 19 квітня та до кінця місяці знову прибуло на Трук.
30 квітня 1944-го американське авіаносне з'єднання вдруге завдало удару по Труку. «Хіно-Мару № 2» було уражене бомбою, скинутою літаком з авіаносця USS Cabot, і зазнало важких пошкоджень. 4 травня судно затонуло в районі з глибиною 36 метрів.